# Pharomitrium
Pharomitrium là một chi rêu trong họ Pottiaceae.